# 御徒町駅

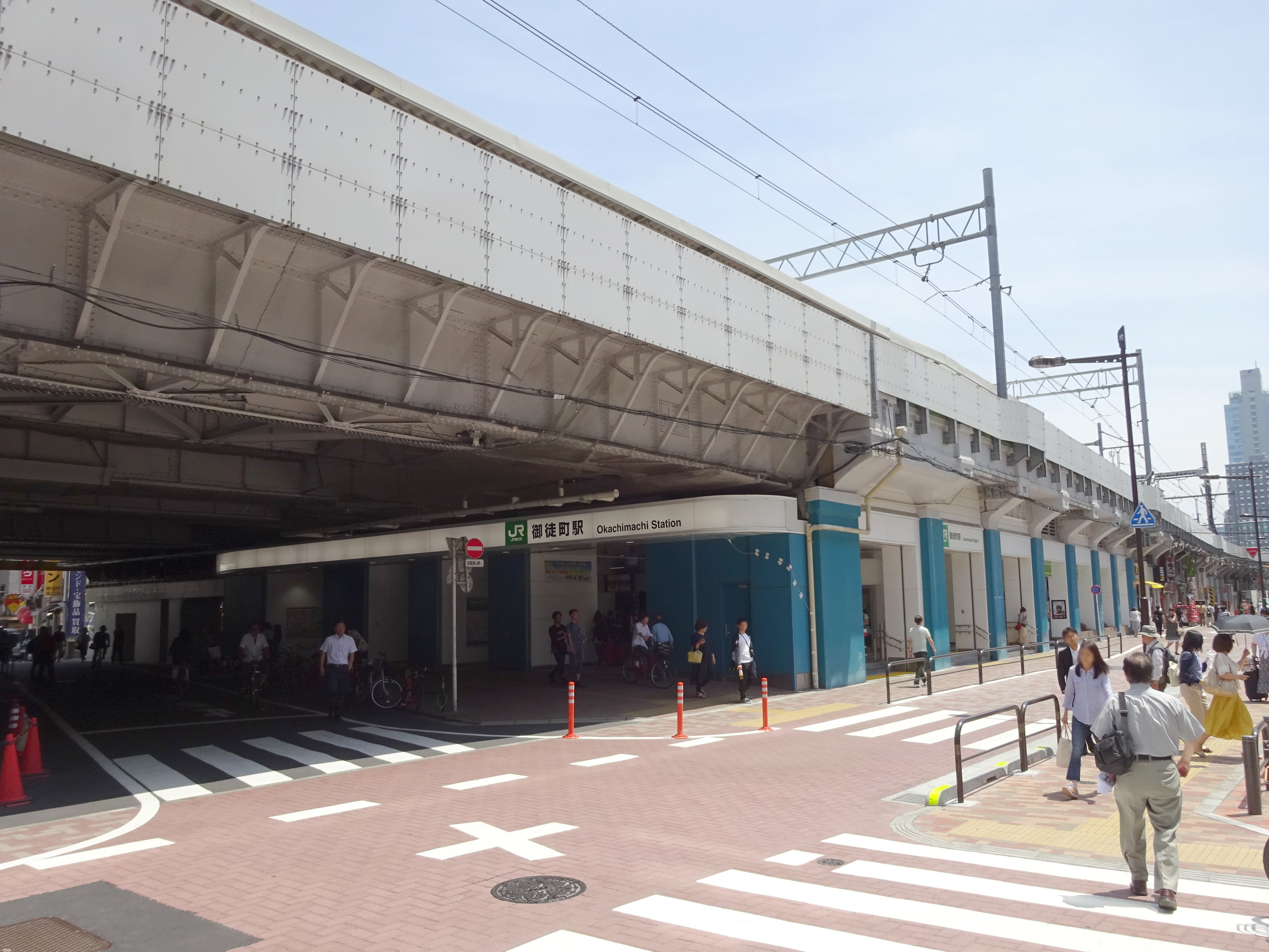
南口（2017年6月）

御徒町駅（おかちまちえき）は、東京都台東区上野五丁目にある、東日本旅客鉄道（JR東日本）の駅である。

## 乗り入れ路線
乗り入れている路線は、線路名称上は東北本線1路線のみであるが、当駅には電車線を走行する京浜東北線電車および山手線電車の2系統が停車し、旅客案内では「東北（本）線」とは案内されていない。また、当駅は、特定都区市内制度における「東京都区内」および「東京山手線内」に属している。
駅番号は、京浜東北線がJK 29、山手線がJY 04である。

## 歴史

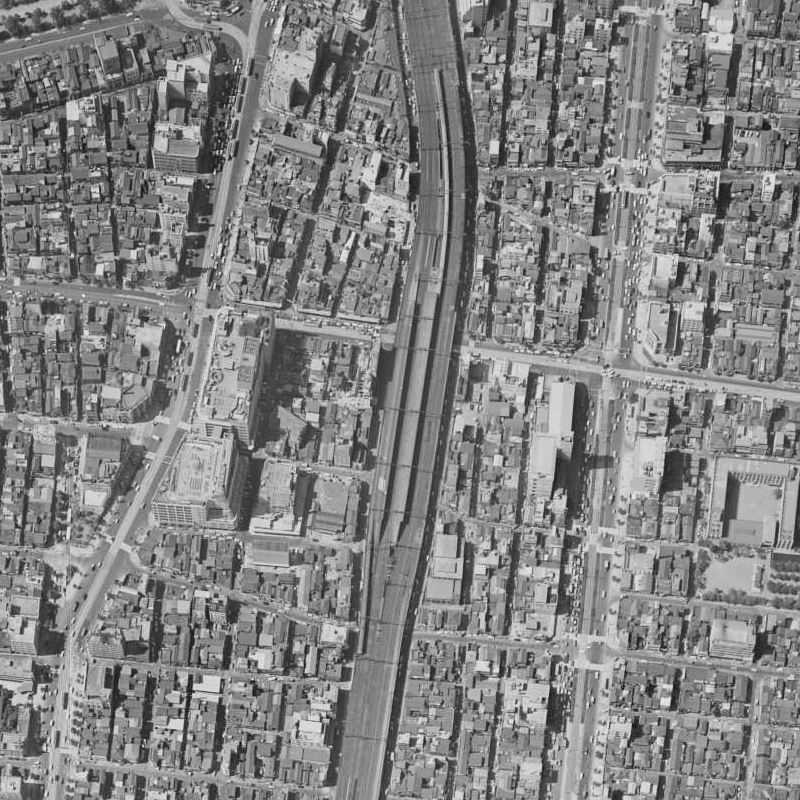
御徒町駅周辺の白黒空中写真（1963年6月26日撮影）

- 1925年（大正14年）11月1日：鉄道省・東北本線（電車線）の駅として開業[3]。
- 1949年（昭和24年）6月1日：日本国有鉄道が発足。
- 1958年（昭和33年）
  - 4月10日：荷物の扱いを廃止[3]。
  - 7月1日：南口を開設[新聞 1]。
- 1987年（昭和62年）4月1日：国鉄分割民営化に伴い、東日本旅客鉄道（JR東日本）の駅となる[3]。
- 1988年（昭和63年）3月13日：京浜東北線の快速運転開始に伴い、日中は京浜東北線が通過するようになる（繁忙期となる年末年始には快速運転中止・全列車各駅停車となる特別ダイヤが設定され、当駅にも全列車が停車する）。
- 1990年（平成2年）
  - 1月22日：駅北側高架下の春日通りの路面が陥没する事故が発生。東北新幹線の第1上野トンネル工事の際、シールド工法の地盤硬化剤の意図的な削減（手抜き）によるものとされる。陥没でできた穴に自動車が転落するなど、17名が負傷した。
  - 12月8日：北口に自動改札機を設置[4]。
  - 12月22日：南口に自動改札機を設置[4]。
- 2001年（平成13年）11月18日：ICカード「Suica」の利用が可能となる[報道 1]。
- 2014年（平成26年）5月10日：2・3番線（山手線ホーム）でホームドアの使用を開始。
- 2015年（平成27年）3月14日：この日のダイヤ改正に伴い、土曜・休日ダイヤ（年末年始期間含む）に限り、京浜東北線の快速が停車するようになる[報道 2]。
- 2018年（平成30年）12月12日：1・4番線（京浜東北線ホーム）でホームドアの使用を開始[報道 3]。
- 2020年（令和2年）3月1日：業務委託化[1]。
- 2021年（令和3年）10月31日：みどりの窓口の営業を終了[5][6]。

### 駅名の由来
開業当時の町名（御徒町、仲御徒町）から。1964年（昭和39年）の住居表示実施により、現行の町名としては存在していない。由来については「御徒町」を参照のこと。

## 駅構造
JR東日本ステーションサービスが駅業務を受託している上野駅管理の業務委託駅である。出口は北口と南口の2か所がある。南口にはお客さまサポートコールシステムが導入されており、一部の時間帯はインターホンによる対応となる。
島式ホーム2面4線を有する高架駅である。1番線の東側には、中距離電車が上野東京ラインおよび回送に使用する3本の線路があり、当駅付近で進行目的の線路に転線するポイントが設置されているため、上野東京ラインは当駅には停車しないものの低速で走行する。

### のりば
| 番線 | 路線       | 方向   | 行先                         |
| ---- | ---------- | ------ | ---------------------------- |
| 1    | 京浜東北線 | 南行   | 秋葉原・東京・品川・横浜方面 |
| 2    | 山手線     | 外回り | 秋葉原・東京・品川・目黒方面 |
| 3    | 山手線     | 内回り | 上野・田端・池袋方面         |
| 4    | 京浜東北線 | 北行   | 上野・田端・大宮方面         |

### バリアフリー設備
- エスカレーター：北口 - ホーム間（車椅子対応3枚板あり）
- エレベーター：北口・南口 - ホーム間
- ベビーベッド付きトイレ：北口・南口（女子トイレ内）

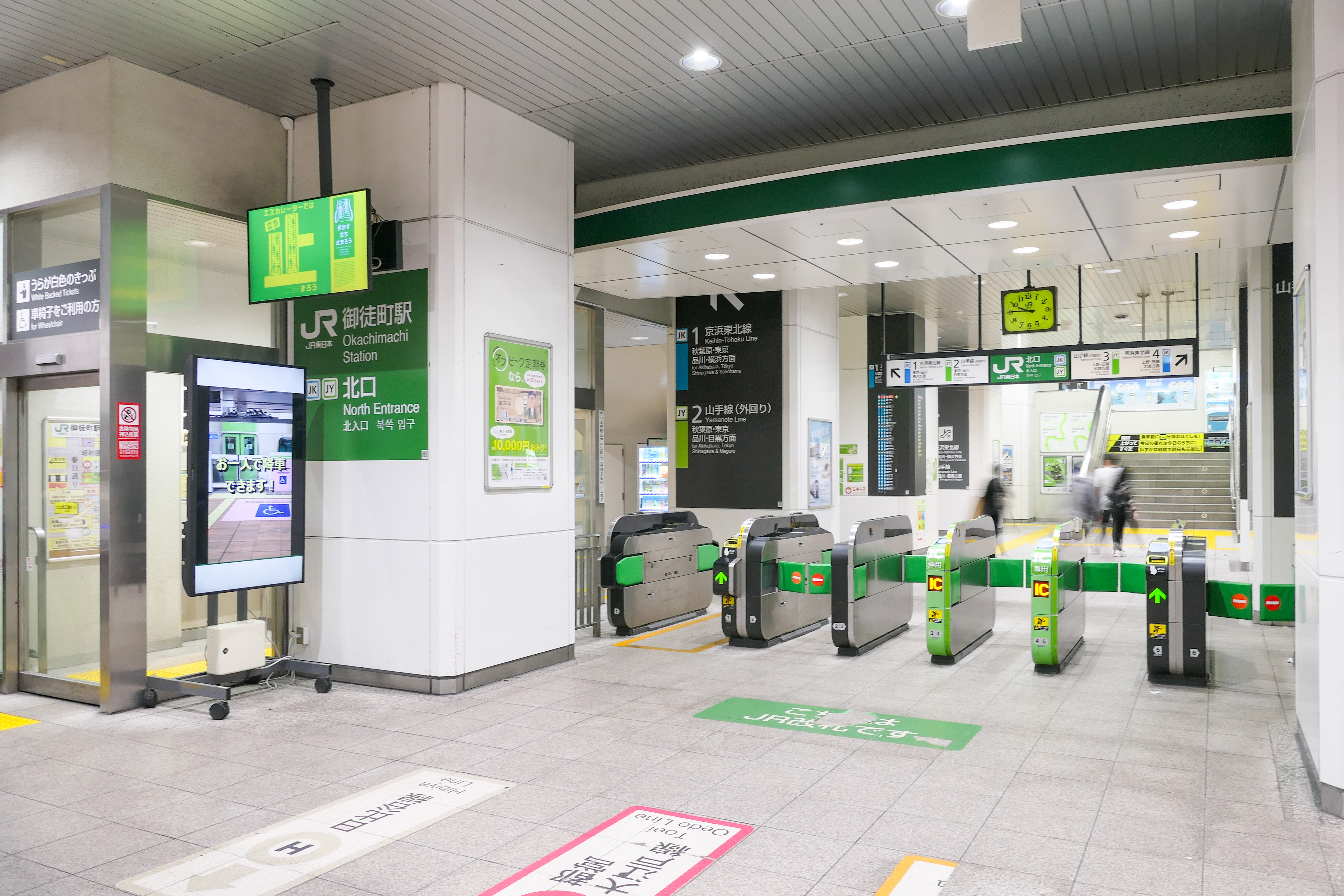
北口改札（2024年3月）
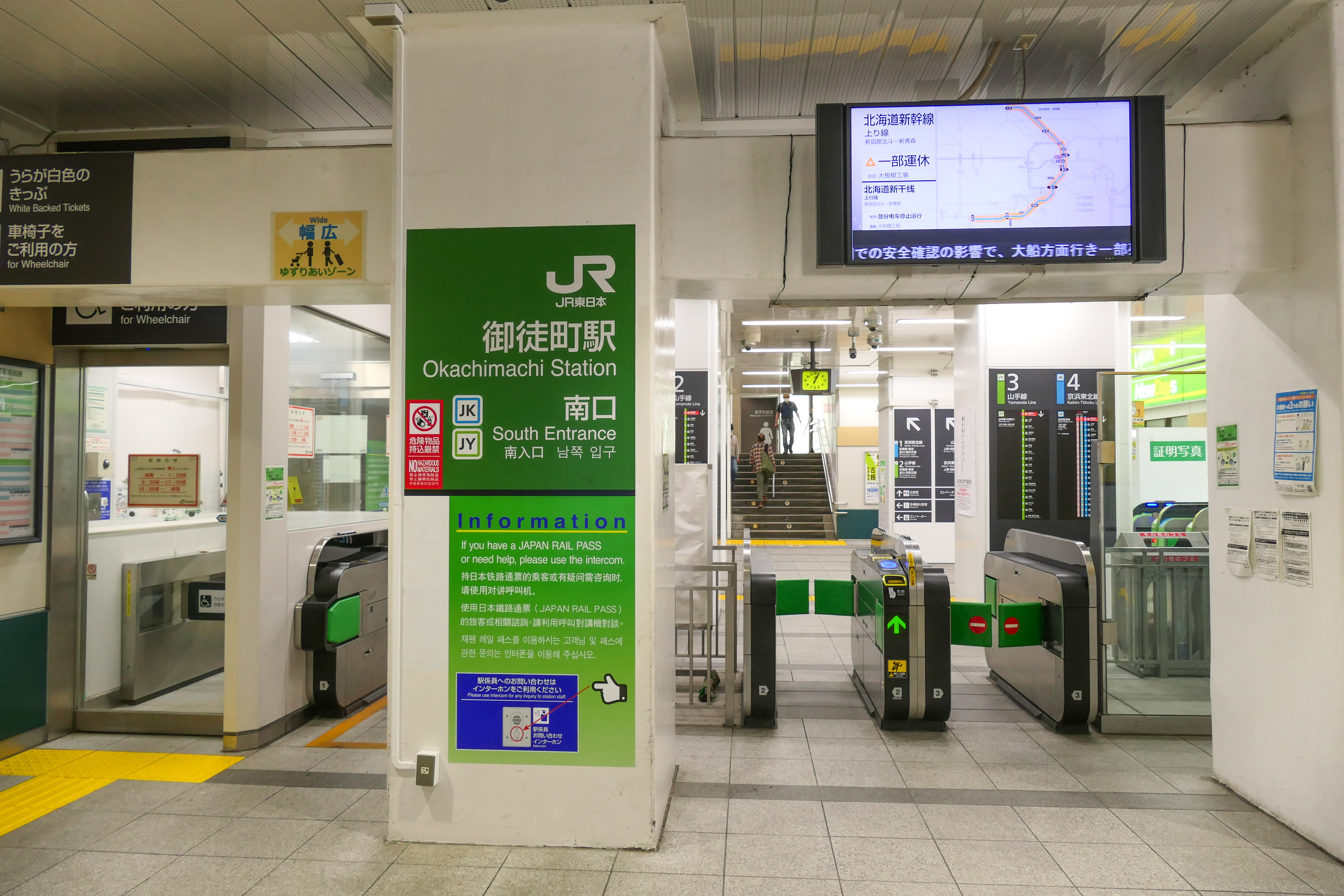
南口改札（2021年6月）
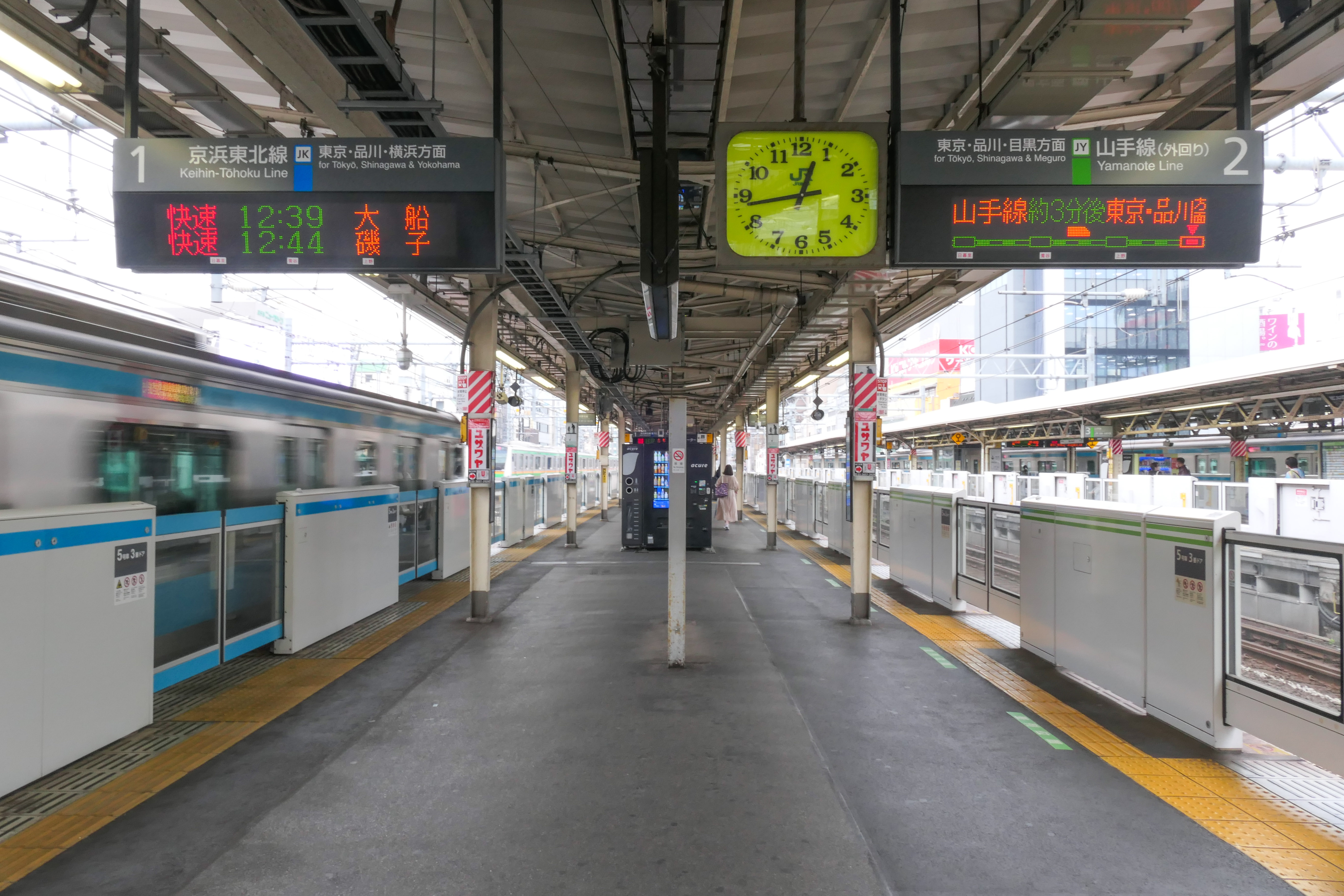
1・2番線ホーム（2021年6月）
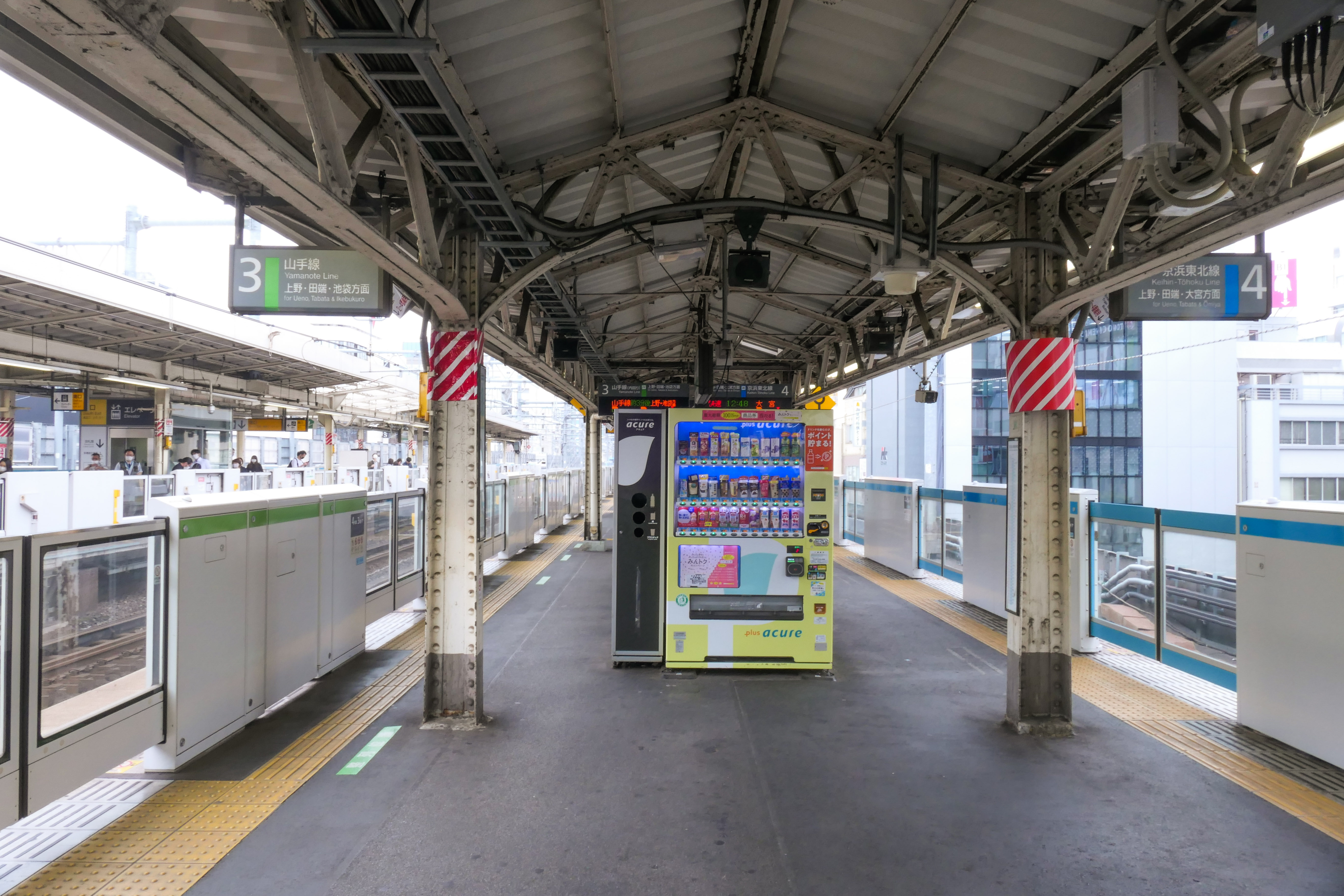
3・4番線ホーム（2021年6月）

## 利用状況
2023年度（令和5年度）の1日平均乗車人員は60,852人である。JR東日本管内の駅では武蔵境駅に次いで第66位。1993年度（平成5年度）をピークに減少傾向にある。
1989年度（平成元年度）以降の推移は以下のとおりである。
| 1日平均乗車人員推移 | 1日平均乗車人員推移 | 1日平均乗車人員推移 | 1日平均乗車人員推移 | 1日平均乗車人員推移 | 1日平均乗車人員推移 | 1日平均乗車人員推移 | 1日平均乗車人員推移 |
| 年度                | 定期外              | 定期                | 合計                | 前年度比            | 順位                | 出典                | 出典                |
| 年度                | 定期外              | 定期                | 合計                | 前年度比            | 順位                | JR                  | 東京都              |
| ------------------- | ------------------- | ------------------- | ------------------- | ------------------- | ------------------- | ------------------- | ------------------- |
| 1989年（平成元年）  |                     |                     | 88,547              |                     |                     |                     | [ 都 1 ]            |
| 1990年（平成02年）  |                     |                     | 91,104              |                     |                     |                     | [ 都 2 ]            |
| 1991年（平成03年）  |                     |                     | 93,424              |                     |                     |                     | [ 都 3 ]            |
| 1992年（平成04年）  |                     |                     | 93,995              |                     |                     |                     | [ 都 4 ]            |
| 1993年（平成05年）  |                     |                     | 94,271              |                     |                     |                     | [ 都 5 ]            |
| 1994年（平成06年）  |                     |                     | 90,375              |                     |                     |                     | [ 都 6 ]            |
| 1995年（平成07年）  |                     |                     | 88,634              |                     |                     |                     | [ 都 7 ]            |
| 1996年（平成08年）  |                     |                     | 87,553              |                     |                     |                     | [ 都 8 ]            |
| 1997年（平成09年）  |                     |                     | 83,792              |                     |                     |                     | [ 都 9 ]            |
| 1998年（平成10年）  |                     |                     | 81,616              |                     |                     |                     | [ 都 10 ]           |
| 1999年（平成11年）  |                     |                     | 80,752              |                     | 48位                | [ JR 2 ]            | [ 都 11 ]           |
| 2000年（平成12年）  |                     |                     | 79,539              |                     | 48位                | [ JR 3 ]            | [ 都 12 ]           |
| 2001年（平成13年）  |                     |                     | 80,822              |                     | 47位                | [ JR 4 ]            | [ 都 13 ]           |
| 2002年（平成14年）  |                     |                     | 80,253              |                     | 47位                | [ JR 5 ]            | [ 都 14 ]           |
| 2003年（平成15年）  |                     |                     | 79,824              |                     | 48位                | [ JR 6 ]            | [ 都 15 ]           |
| 2004年（平成16年）  |                     |                     | 78,208              |                     | 50位                | [ JR 7 ]            | [ 都 16 ]           |
| 2005年（平成17年）  |                     |                     | 77,011              |                     | 50位                | [ JR 8 ]            | [ 都 17 ]           |
| 2006年（平成18年）  |                     |                     | 76,294              |                     | 53位                | [ JR 9 ]            | [ 都 18 ]           |
| 2007年（平成19年）  |                     |                     | 75,733              |                     | 57位                | [ JR 10 ]           | [ 都 19 ]           |
| 2008年（平成20年）  |                     |                     | 74,094              |                     | 57位                | [ JR 11 ]           | [ 都 20 ]           |
| 2009年（平成21年）  |                     |                     | 71,934              |                     | 59位                | [ JR 12 ]           | [ 都 21 ]           |
| 2010年（平成22年）  |                     |                     | 69,565              |                     | 61位                | [ JR 13 ]           | [ 都 22 ]           |
| 2011年（平成23年）  |                     |                     | 68,402              |                     | 60位                | [ JR 14 ]           | [ 都 23 ]           |
| 2012年（平成24年）  | 30,717              | 37,020              | 67,737              |                     | 63位                | [ JR 15 ]           | [ 都 24 ]           |
| 2013年（平成25年）  | 30,660              | 36,932              | 67,593              |                     | 64位                | [ JR 16 ]           | [ 都 25 ]           |
| 2014年（平成26年）  | 31,300              | 36,202              | 67,502              |                     | 64位                | [ JR 17 ]           | [ 都 26 ]           |
| 2015年（平成27年）  | 31,002              | 35,801              | 66,804              |                     | 66位                | [ JR 18 ]           | [ 都 27 ]           |
| 2016年（平成28年）  | 31,110              | 35,864              | 66,975              | 0.3%                | 67位                | [ JR 19 ]           | [ 都 28 ]           |
| 2017年（平成29年）  | 32,426              | 36,324              | 68,750              | 2.7%                | 66位                | [ JR 20 ]           | [ 都 29 ]           |
| 2018年（平成30年）  | 33,309              | 37,227              | 70,537              | 2.6%                | 65位                | [ JR 21 ]           | [ 都 30 ]           |
| 2019年（令和元年）  | 32,131              | 37,535              | 69,666              | −1.2%               | 65位                | [ JR 22 ]           | [ 都 31 ]           |
| 2020年（令和02年）  | 18,490              | 29,755              | 48,245              | −30.7%              | 63位                | [ JR 23 ]           | [ 都 32 ]           |
| 2021年（令和03年）  | 21,430              | 28,290              | 49,721              | 3.1%                | 66位                | [ JR 24 ]           | [ 都 33 ]           |
| 2022年（令和04年）  | 26,976              | 28,895              | 55,871              | 12.4%               | 67位                | [ JR 25 ]           | [ 都 34 ]           |
| 2023年（令和05年）  | 30,773              | 30,079              | 60,852              | 108.9%              | 66位                | [ JR 1 ]            |                     |

## 駅周辺
駅のすぐ北側を春日通りが東西に通っている。

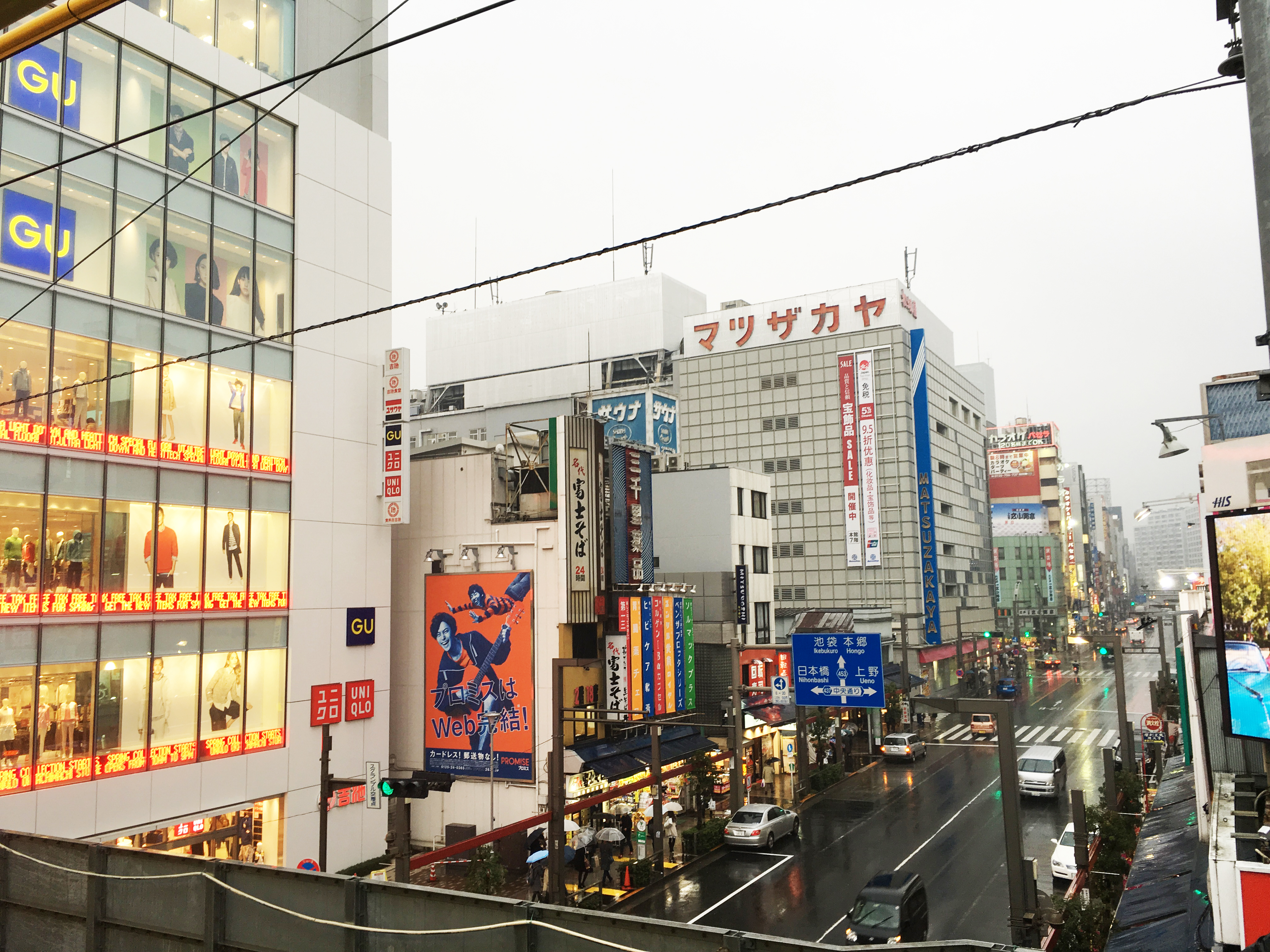
春日通り（御徒町駅西側を望む）（2016年2月）

- 北口 - 下谷摩利支天、湯島天満宮、台東区役所上野地区センター、上野恩賜公園、不忍池、下町風俗資料館、旧岩崎邸庭園、鈴本演芸場、松坂屋上野店、吉池、多慶屋、アメヤ横丁、業務スーパー上野広小路店
- 南口 - 松坂屋上野店、上野三郵便局、仲御徒町郵便局、上野黒門郵便局
  - 松坂屋上野店は、北口を出て湯島天満宮方面に向かって左側にメインの出入口がある。
  - アメヤ横丁は、北口を出て上野方向すぐ。
- 昭和通りを挟んで駅から東側は貴金属、宝石問屋街となっている（ジュエリータウンおかちまち）。
- 末広町駅（東京メトロ銀座線）まで徒歩10分で行けるため、秋葉原北端地域への最寄り駅の一つである。

当駅至近にA6・A7出入口があり、以下の路線への乗り換えが可能である。ただし、車内での放送・表示では都営大江戸線のみ案内されている（銀座線・日比谷線とも上野駅での乗り換えが至近のため）。
- 東京メトロ日比谷線 - 仲御徒町駅（昭和通り地下）
- 都営地下鉄大江戸線 - 上野御徒町駅（台東四丁目交差点）
- 東京メトロ銀座線 - 上野広小路駅（松坂屋上野店付近の中央通り[注 2]地下）

南口の松坂屋パークプレイス24正面には、2012年（平成24年）秋から「パンダ広場」という駅前広場があり、待ち合わせスポットの他、季節により音楽などのイベントも催される。その地下には自転車駐輪場がある。秋葉原駅までのガード下には「2k540 AKI-OKA ARTISAN」（ジェイアール東日本都市開発が運営する高架下商業施設）が2010年（平成24年）12月より開業している。

### 御徒町の沿革
駅周辺には宝石・貴金属店が多く見られるが、1955年（昭和30年）ごろまではむしろ東上野一丁目に多く集まっていた。当駅前は戦災で焼けて空き地が多く、上野駅にも近いという立地を活かして、同年11月21日に時計関係の問屋有志12社で「仲御徒町問屋連盟」が結成された。1975年（昭和50年）以降、クオーツ時計が広まるにつれ、駅の南側近辺において時計バンド卸商や時計の修理店がそれまで副業的に取り扱っていたジュエリーに業種転換を図るようになる。宝石の消費の増大と、それに対応する供給サイドの増大がうまくかみ合って、業者数も増えていった。
街作りと共同セールの開催を目的として、1987年（昭和62年）9月には、上野三丁目と五丁目のジュエリー業者159社が集まって「ジュエリータウンおかちまち」（略称・JTO）が設立された。1989年（平成元年）ごろには御徒町地区だけで1,000社以上もあるといわれていたが、過当競争と景気低迷で数が次第に減り、2000年代に入ってからは半分程度になったと言われ、インド人業者の進出が目覚ましい。
その他、かつて御徒町周辺に多く見られた業者に自転車組み立て業があったが、2000年代ではほとんど存在していない。その代わりにゴルフ道具、スニーカー、化粧品、そしてメガネなどを取り扱う業種の進出がアメ横商店街を中心に目立つようになった。また、ガード下や駅周辺に居酒屋が増え、昭和通り沿いには飲食店が増えている。

## バス路線
| 運行事業者                     | 系統・行先 | 備考                                                                                          |
| 御徒町駅前                     | 御徒町駅前 | 御徒町駅前                                                                                    |
| ------------------------------ | --- | --------------------------------------------------------------------------------------------- |
| 都営バス                       | 都02：大塚駅前・大塚二丁目 / 錦糸町駅前                                                                                                   |                                                                                               |
| 上野広小路（上野御徒町駅前）   | |                                                                                               |
| 都営バス                       | - 上01：上野公園山下（循環） - 上26：亀戸駅前 - 上60：大塚駅前・池袋駅東口 - 上69：小滝橋車庫前 - 都02：大塚駅前・大塚二丁目 / 錦糸町駅前 | 「上69」は中央通り上、それ以外の系統は春日通り上にバス停が設置                                |
| 上野松坂屋前（上野御徒町駅前） | |                                                                                               |
| 都営バス                       | - 上01：東大構内 - 上23：平井駅前・東墨田二丁目 - 上46：南千住駅東口・南千住車庫前 - 上58：早稲田 - 草39：金町駅前                        | - 「草39」は平日日中のみ運行 - 「上01」は春日通り上、それ以外の系統は中央通り上にバス停が設置 |
| 日立自動車交通（Bーぐる）      | Bーぐる 本郷・湯島ルート：菊坂通り・春日一丁目                                                                                            | ローソン上野一丁目店前にバス停が設置                                                          |

## 隣の駅
東日本旅客鉄道（JR東日本）
 京浜東北線
■快速（平日）
通過
■快速（土休日）・■各駅停車
上野駅 (JK 30) - 御徒町駅 (JK 29) - 秋葉原駅 (JK 28)
 山手線
上野駅 (JY 05) - 御徒町駅 (JY 04) - 秋葉原駅 (JY 03)

### 記事本文